# Лейте, Эдуарду
Эдуарду Фигейреду Кавальейру Лейте (порт. Eduardo Figueiredo Cavalheiro Leite; род. 10 марта 1985 года, Пелотас, Риу-Гранди-ду-Сул, Бразилия) — бразильский политик, губернатор штата Риу-Гранди-ду-Сул. В 2018 году Лейте победил на выборах в штате, получив 53,62% голосов. В 33 года он стал самым молодым губернатором Бразилии. В июле 2021 года Лейте признался в своей гомосексуальности во время интервью для бразильского ток-шоу «Conversa Combial». Он стал первым геем-губернатором в истории страны и одним из первых представителей ЛГБТ-сообщества на этом посту (с Фатимой Безерра).
Он был избран губернатором штата Риу-Гранди-ду-Сул во второй раз во втором туре губернаторских выборов 2022 года. Параллельно с губернаторской деятельностью Лейте занимал пост председателя Бразильской социал-демократической партии с января по ноябрь 2023 года. В апреле 2025 года объявил, что покидает БСДП после 24 лет членства, а в следующем месяце вступил в Социал-демократическую партию. 

## Политическая карьера
Лейте начал свою политическую карьеру в молодом возрасте, впервые баллотировавшись в городской совет Пелотаса в 2004 году в возрасте 19 лет. Несмотря на неудачу, Лейте начал работать на местных политиков от Бразильской социал-демократической партии (БСДП) и в 2009 году был избран в городской совет Пелотаса. В 2011 году Лейте стал председателем городского совета Пелотаса. В 2013 году Лейте выиграл выборы мэра города и занимал эту должность с 2013 по 2016 годы.
Во время своего пребывания на посту мэра Лейте внедрил современные методы управления и сделал упор на политику жёсткой экономии, что привело к сбалансированному бюджету. Ему удалось обеспечить финансирование крупных инфраструктурных проектов и модернизацию системы городской мобильности, а также улучшить показатели здравоохранения и образования на местном уровне. Лейте завершил свой срок с рейтингом одобрения 87%. В связи с высоким уровнем пребывания в должности среди бразильских политиков, Лейте решил не баллотироваться на второй срок, вместо этого поддержав свою вице-мэра Паулу Шилд Маскаренхас, которая успешно баллотировалась на выборах.
В 2016 году журнал Americas Quarterly, издающийся в США, включил Эдуарду Лейте в список пяти самых перспективных политиков Латинской Америки в возрасте до 40 лет.
После завершения срока полномочий мэра Лейте поступил в магистратуру по государственному управлению в Фонд Жетулиу Варгаса.

## Губернатор Риу-Гранди-ду-Сул

### Губернаторская кампания 2018 года
В 2017 году БСДП под руководством Лейте отозвал поддержку администрации Хосе Иво Сартори. В следующем году партия выдвинула Лейте в качестве кандидата на пост губернатора. Первоначально Сартори выразил заинтересованность в том, чтобы Лейте стал его кандидатом на пост вице-губернатора. В первом туре выборов Лейте набрал 35,9% голосов и вышел во второй тур против Сартори. Во втором туре Лейте победил с почти 54% голосов.
На тех же законодательных выборах избирательная коалиция Лейте получила лишь 18 из 55 мест в Законодательной ассамблее штата, что вынудило Лейте вступить в коалиционные переговоры для получения парламентского большинства. Лейте смог заручиться поддержкой многих партий, ранее ориентировавшихся на Сартори, включая Социалистическую партию Бразилии, Демократов и Либеральную партию. Хотя первоначально они были настроены скептически, члены Бразильского демократического движения проголосовали за присоединение к администрации Лейте после признания схожести их экономических политик. После успешных переговоров 32 из 55 членов Ассамблеи поддержали администрацию Лейте.

### Первый срок
Лейте был избран губернатором штата Риу-Гранди-ду-Сул в 2019 году. В своей инаугурационной речи он подчеркнул необходимость политического примирения для преодоления экономического кризиса в условиях растущей поляризации. Он распределил большинство постов в своем кабинете между партнерами по коалиции, представив девять партий. Утверждая, что это мера по сокращению расходов, он стал первым губернатором, который жил во дворце штата со времен Оливио Дутры.
Лейте сделал приватизацию приоритетом, основными объектами которой стали государственные компании в энергетике, горнодобывающей промышленности и добыче природного газа. Поскольку Конституция штата требует проведения референдумов для приватизации этих государственных компаний, Лейте предложил поправку к Конституции, отменяющую это требование. Поправка была одобрена Собранием штата в мае 2019 года 40 голосами «за» против 13 «против», при этом все партии, кроме Партии трудящихся, Демократической рабочей партии и Партии социализма и свободы, проголосовали «за». В августе 2019 года Собрание штата разрешило продажу этих государственных компаний, и процесс был полностью завершён в начале 2021 года.
В конце 2019 года он объявил о комплексном пакете мер жёсткой экономии, который включал реформу пенсий и изменения в государственной службе. Лейте охарактеризовал эти изменения как необходимые для восстановления финансовой дисциплины, однако союзные партии отнеслись к предложению скептически, и Социал-либеральная партия первоначально отозвала свою поддержку администрации. После длительных переговоров с каждой из коалиционных партий и профсоюзами, Ассамблея одобрила реформу в январе 2020 года. Это было воспринято как историческая победа и самая амбициозная реформа в истории штата.
В 2021 году ультраправый политик Роберто Джефферсон использовал гомофобные высказывания в адрес Лейте, критикуя реакцию его администрации на пандемию COVID-19. 19 марта 2021 года Лейте подал жалобу на Джефферсона. В сентябре 2022 года обвинительный приговор Джеффересону был окончательно подтвержден судом штата Риу-Гранди-ду-Сул. Джефферсону было предписано выплатить штраф в размере 300 000 реалов ($55 427).

### Губернаторская кампания 2022 года
31 марта 2022 года он подал в отставку с поста губернатора штата Риу-Гранди-ду-Сул, чтобы, возможно, баллотироваться на президентских выборах 2022 года, несмотря на своё поражение на праймериз Бразильской социал-демократической партии в 2021 году. В итоге он объявил, что будет добиваться переизбрания на пост губернатора штата Риу-Гранди-ду-Сул. В первом туре бывший губернатор получил 26,81% голосов, заняв второе место с преимуществом в 2 441 голос над Эдегаром Претто от Партии трудящихся, который занял третье место с 26,77% голосов. Во втором туре он встретился с Ониксом Лоренцони и одержал победу, набрав 57,12% голосов.

### Второй срок
Лейте был приведён к присяге 1 января 2023 года в качестве губернатора штата Риу-Гранди-ду-Сул на второй срок. 9 мая 2025 года он покинул Бразильскую социал-демократическую партию и вступил в Социал-демократическую партию (СДП).

## Политические взгляды
Лейте считался левым членом Бразильской социал-демократической партии. В 2019 году он называл себя социал-демократом, а в 2020 году — социальным либералом. Лейте утверждал, что государство должно играть роль в регулировании бизнеса и борьбе с неравенством, одновременно подчеркивая важность частного сектора и социального предпринимательства. Ранее он высказывался в поддержку однополых браков и декриминализации марихуаны, хотя занимал более консервативную позицию по вопросу декриминализации абортов. Лейте также выступал за меры по контролю за оружием в городах. В 2021 году он заявил о поддержке перехода к парламентской республике и политической реформе, призванной сократить количество партий. Хотя в 2020 году он заявлял о своём несогласии с переизбранием на ту же политическую должность на повторный срок, но спустя два года снова баллотировался на пост губернатора. 